# Lissolaboides flavorufus
Lissolaboides flavorufus là một loài tò vò trong họ Ichneumonidae.